# Andrés Chávez
Andrés Eliseo Chávez (Buenos Aires, 25 maart 1991) is een Argentijns professioneel voetballer die als aanvaller uitkomt voor Boca Juniors.

## Clubs
| Club         | Land | Seizoen      |
| ------------ | ---- | ------------ |
| Banfield     | ARG  | 2011-2013    |
| Boca Juniors | ARG  | 2014 - heden |

## Erelijst
CA Banfield
- Primera B Nacional

2014